# Gemenele
Gemenele là một xã thuộc hạt Brăila, România. Dân số thời điểm năm 2002 là 1927 người.